# Чуканов В'ячеслав Михайлович
Чуканов В'ячеслав Михайлович (24 квітня 1952) — радянський вершник.
Олімпійський чемпіон 1980 року в командному конкурі.